# 羅默尼鄉 (尼亞姆茨縣)
46°48′00″N 26°41′00″E / 46.8°N 26.6833°E
羅默尼鄉（羅馬尼亞語：Comuna Români, Neamț），是羅馬尼亞的鄉份，位於該國東北部，由尼亞姆茨縣負責管轄，面積54平方公里，海拔高度321米，2007年人口4,492，人口密度每平方公里83人。